# 金诺芬
金诺芬（Auranofin，(四-O-乙酰基-β-D-吡喃葡萄糖硫基)(三乙基膦)金(I)），是一种含金药物，化学式为C20H34AuO9PS，可用于治疗类风湿性关节炎。
它可由2-(四-O-乙酰基吡喃葡萄糖基)2-硫代异脲氢溴酸盐和三乙基膦氯化亚金在碳酸钾存在下反应制得。